# Falange (militar)

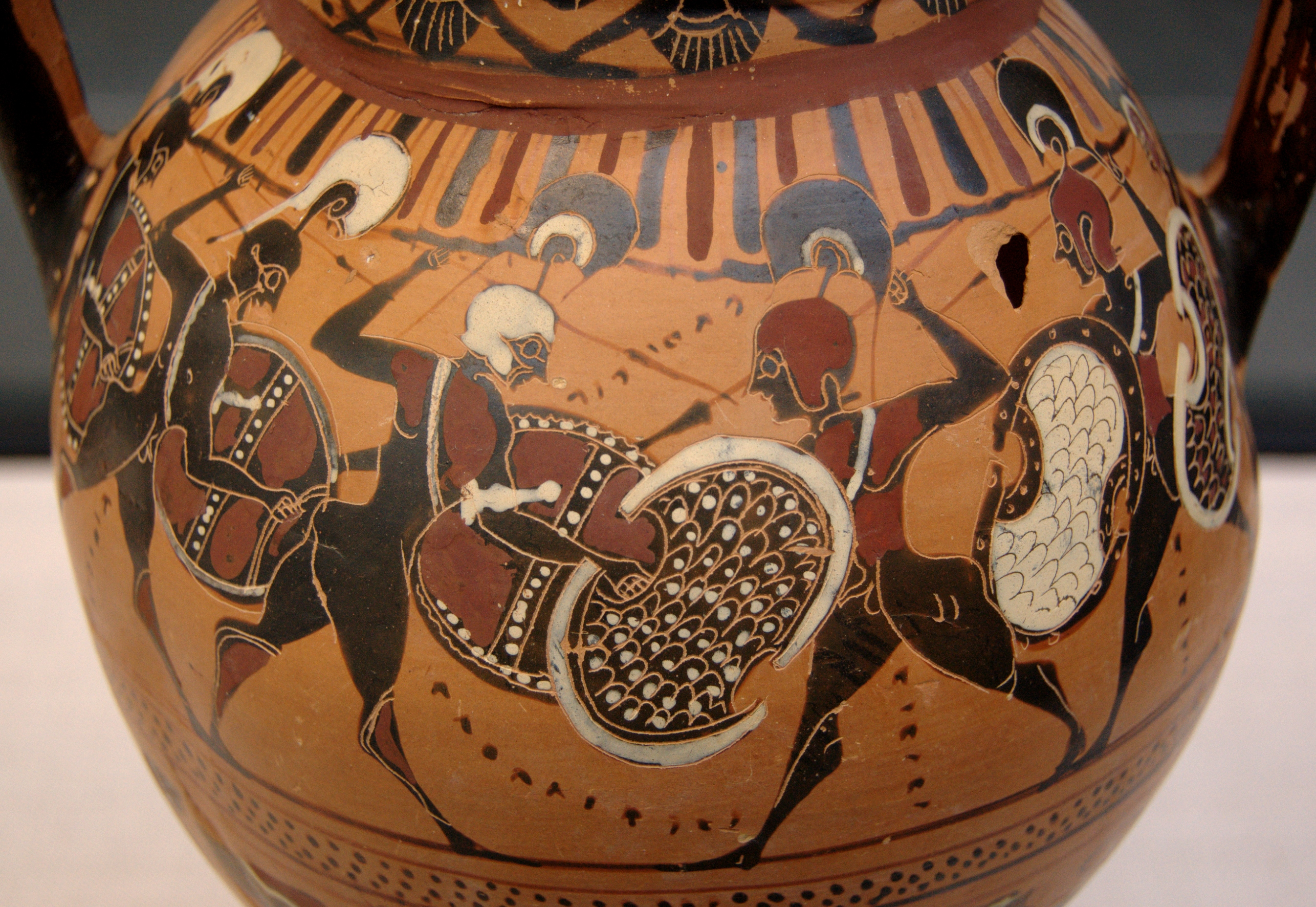
Falange en una àmfora àtica del

La falange (en grec antic φάλαγξ) és una formació rectangular de soldats d'infanteria pesant, fortament armats amb llances, piques i espases i protegits per un escut i altres elements de protecció, que avança amb una estructura compacta i que té la missió d'aniquilar la infanteria enemiga en produir-se el xoc.
La forma més antiga data de mitjans del III mil·lenni aC a Mesopotàmia, a càrrec dels sumeris. Tanmateix, la més coneguda és la falange hoplita de les ciutats estats gregues a partir del segle vii aC, imitada per la falange macedònia del segle iv aC.
En l'època hel·lenística, el soldat de la falange vestia una armadura lleugera i una impressionant sarissa, una llança macedònia de 4 a 6 metres de llargada. Esdevinguda un dels instruments de conquesta d'Alexandre el Gran i de les seves victòries sobre els Perses, la falange, formació massa rígida i incapaç d'executar maniobres improvisades, fou substituïda en el curs de la primera meitat del segle ii aC per l'agilitat que oferia la legió romana, d'origen samnita.

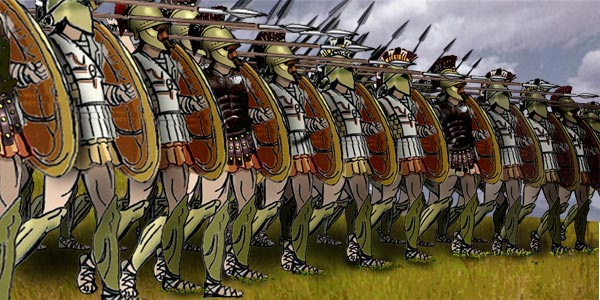
Recreació moderna d'una falange d'hoplites.
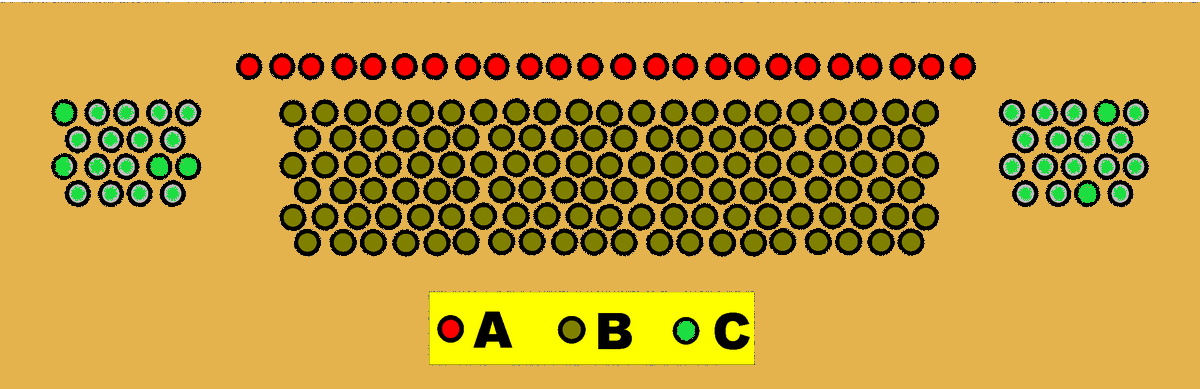
Formació grega A)Peltastes B)Cavalleria C)Hoplites.

## El terme falange (φάλαγξ) a l'època Arcaica
El terme falange (φάλαγξ) és antic a la literatura de l'antiga Grècia. Abunda en Homer i encara que amb menys freqüència es troba al llarg d'aquesta època.
Sembla que el terme prové del la arrel indoeuropea * bhel-, amb el significat de «inflar-se, créixer», amb un infix nasal -ŋg-. En la tradició etimològica antiga es referia sobretot a un segment o fragment allargat i sòlid de qualsevol material, de vegades de forma cilíndrica. En l'àmbit militar està relacionat amb la seva forma rectangular, en fer referència a «segments» de l'exèrcit. No obstant això, no es pot concloure dels usos del terme i de la seva mera existència en la literatura arcaica que les falanges (φάλαγγες) homèriques i arcaiques fossin un «segment allargat». A la Ilíada apareix el terme fàlanx (φάλαγξ) 34 vegades i en totes menys una, en plural.
A d'altres fonts literàries, en el lapse de dos segles el terme només apareix en quatre ocasions: a la Teogonia de l'Hesíode, versos 676 i 935; a Tirteu d'Esparta fr.12.21, i a Mimnerm 14.3. En aquests esments el terme està en plural i «no es refereix a una unitat concreta, amb un nombre determinat d'efectius o una formació tàctica específica, sinó que és una manera àmplia de designar les tropes».
A l'èpica i la lírica les falanges són unitats que evolucionen amb rapidesa i iniciativa pel camp de batalla, enfront de la unitat cohesionada, en formació tancada i en files, de l'època clàssica.

## El termefalange(φάλαγξ) a l'època clàssica
No existeix cap cita del segle V a. C a aquest terme, ni en singular ni en plural com a formació militar. Heròdot només la nomena una vegada en el seu sentit etimològic, i la resta d'autors no la recullen en la seva accepció militar.
El primer que designa la falange, fins a 60 vegades, com a formació pesant d'infanteria és Xenofont, i ho fa en singular. En general, l'escriptor atenès entenia per falange el cos de soldats grecs d'infanteria pesant formats en línies o rengs, que normalment ocupa el centre del camp de batalla i juga el paper més representatiu en el combat.
La falange clàssica estava formada per hoplites. En una primera etapa, des del segle VII a. C. fins a la Guerra del Peloponès a la fi del segle V a. C., la falange està formada exclusivament per ciutadans de les polis gregues que combaten per defensar la seva ciutat i el seu estatus social. La idea de la falange en si no és només militar, sinó que és una expressió de comunitat entre iguals. Aquell que volgués destacar en combat sortint de la fila, posava en perill la seva vida en no tenir companys que protegissin els seus costats i, al mateix temps, posava en perill a la falange en deixar un buit pel qual pot ser trencada la línia. No hi havia lloc per a combats individuals heroics a l'estil dels narrats per Homer.
Ser hoplita era a més un honor, ja que implicava un estatus social important en la polis i suposava una certa despesa per al ciutadà, que havia de pagar el seu equip. Només els molt rics podien permetre's un equip defensiu complet de ferro, i possiblement els de les últimes files eren aquells que no podien pagar-se equips complets de qualitat.
Durant la Guerra del Peloponès, la falange va perdre bona part d'aquest significat social en ser precís, per la llarga durada de les guerres, reclutar mercenaris, guerrers que lluitaven per un sou. Així apareix la infanteria lleugera, coneguda genèricament per peltastes, que combatien lleugerament armats o empraven fones, arcs, etc. per fustigar a l'enemic i el nom del qual deriva de pelta, un característic escut de forma ovalada.
En el que podem considerar el final militar de la Grècia Clàssica, el model exclusivament hoplític va ser aixafat definitivament quan l'estrateg Epaminondes, al capdavant del comandament de l'exèrcit de Tebes, va derrotar la clàssica falange hoplítica d'Esparta amb un exèrcit numèricament inferior a Leuctres (371 a. C.) Epaminondes va aconseguir aquest èxit gràcies a la seva gran innovació tàctica, que consistia a disposar el gruix de la falange, format per hoplites, en un angle oblic, de dreta a esquerra del camp, i concentrar a l'esquerra un quadre d'hoplites de mig centenar d'homes de profunditat que trencava la línia de la falange enemiga, molt menys profunda. Gràcies a la formació en angle, la falange tebana desbordava el contrari per aquest punt i l'embolicava. Aquest model va ser denominat «martell».
La cavalleria i la infanteria lleugera cobraven gran importància en defensar els flancs del quadre que produïa la ruptura, per no ser embolicat per l'enemic abans del contacte i contribuïen a embolicar-ho posteriorment.

## Filip II de Macedònia
La següent (i importantíssima) innovació va ser a càrrec del rei macedoni Filip II, pare d'Alexandre el Gran, cap a la meitat del segle IV a. C. Ostatge a Tebas després de les victòries d'Epaminondes sobre les principals ciutats gregues, Filip va aprendre les tàctiques tebanes i va tornar a Macedònia disposat a millorar-les. El soldat a peu (els οἱ πεζέταιροι o pezétairoi) va passar així a portar una llança de 6 m de llarg, la sarissa (σάρισσα, σάρισα) que havia de manejar amb ambdues mans, i a alleugerir el pes de l'escut, que havia d'anar penjat del coll. De les primeres files sortia així un bosc de llances que enfilava qualsevol cosa que s'acostés, des d'infanteria fins a elefants.
A més, Filip va canviar l'estructura de la falange, agrupant als homes en quadres independents de 16 hoplites de front per 16 de profunditat (256 homes) denominats sintagmes (τὸ σύνταγμα pl.: τὰ συντάγματα) i cada falange es dividia en dues ales de 32 sintagmes cadascuna, és a dir, 16.384 homes en total, sota el comandament d'un estrateg (ὁ στρατηγός, pl.: οἱ στρατηγοί). Aquesta divisió permetia major flexibilitat en el combat i va ser la que va possibilitar al seu fill Alexandre de conquerir des de la península d'Anatòlia fins al nord de l'Índia, cobrant moltíssima importància la cavalleria i la infanteria lleugera en els moviments envolupants, encara que la falange seguia constituint el gruix de l'exèrcit.
Tenia, no obstant això, els seus defectes: la falange macedònia només operava bé en terreny pla, i malgrat la seva solidesa, era molt sensible a un atac pel flanc o per la rereguarda.

## Legió romana
Tota formació tàctica té el seu final. El de la falange va ser l'aparició de la legió romana, molt més flexible, ja que la primera no tenia bona mobilitat. La falange a l'estil macedoni de Pirros, rei de l'Epir, va envair Itàlia al segle iii aC i va derrotar les primeres legions romanes, però la legió es va retirar del camp amb poques pèrdues després de cada batalla. Posteriorment durant aquest segle i el segle ii aC, Roma va derrotar Cartago, que tenia falanges mercenàries com a part del seu exèrcit, encara que no eren la seva força principal. Finalment, a la batalla de Pidna, al peu del mont Olimp a Grècia, any 168 aC, la legió romana va aixafar totalment la falange del rei Perseu, mostrant l'obsolescència d'aquesta formació, molt imitada per tot el Mediterrani.
En realitat, la falange estava aconseguint d'imposar-se sobre la legió en una aferrissada batalla, en la qual els legionaris eren incapaços d'obrir-se pas entre les piques; no obstant això, en retrocedir els romans van portar accidentalment la falange a un terreny irregular, la qual cosa unit a l'"estira-i-arronsa" del combat va crear petits buits en el bosc de llances de la falange. El general romà va aprofitar la flexibilitat dels legionaris, capaços de lluitar en unitats petites o sols, per explotar aquests buits, trencant la formació de la falange. De no haver entrat en terreny difícil, és molt possible que la falange hagués vençut.
El punt final el va representar la batalla de Magnèsia, en la qual el rei Antíoc III va ser derrotat per Luci Corneli Escipió. No obstant això, la batalla que és reconeguda actualment com la que representa la derrota definitiva de la falange, és la batalla de Cinoscèfales. El sentit comú indica que, donades i conegudes les estratègies i ubicacions de tots dos exèrcits, la victòria romana va ser tan sols un cop de sort per al bàndol llatí: la condició de l'exèrcit macedoni (falange) no va ser la causa principal de la seva derrota, sinó la falta de rapidesa del flanc esquerre per formar-se, lloc des del qual els romans van obrir una bretxa fatal per guanyar la batalla.